# Fontaine-le-Pin
Fontaine-le-Pin és un municipi francès situat al departament de Calvados i a la regió de Normandia. L'any 2007 tenia 323 habitants.

## Demografia

### Població
El 2007 la població de fet de Fontaine-le-Pin era de 323 persones. Hi havia 108 famílies de les quals 16 eren unipersonals (8 homes vivint sols i 8 dones vivint soles), 28 parelles sense fills, 52 parelles amb fills i 12 famílies monoparentals amb fills.
La població ha evolucionat segons el següent gràfic:
Habitants censats

### Habitatges
El 2007 hi havia 124 habitatges, 113 eren l'habitatge principal de la família, 6 eren segones residències i 5 estaven desocupats. 122 eren cases i 1 era un apartament. Dels 113 habitatges principals, 98 estaven ocupats pels seus propietaris, 14 estaven llogats i ocupats pels llogaters i 1 estava cedit a títol gratuït; 1 tenia dues cambres, 8 en tenien tres, 28 en tenien quatre i 76 en tenien cinc o més. 107 habitatges disposaven pel capbaix d'una plaça de pàrquing. A 42 habitatges hi havia un automòbil i a 66 n'hi havia dos o més.

### Piràmide de població
La piràmide de població per edats i sexe el 2009 era:
| Homes | Edats   | Dones |
| ----- | ------- | ----- |
| 0     | 95 o +  | 0     |
| 0     | 90 a 94 | 0     |
| 0     | 85 a 89 | 0     |
| 0     | 80 a 84 | 4     |
| 4     | 75 a 79 | 4     |
| 0     | 70 a 74 | 4     |
| 4     | 65 a 69 | 0     |
| 4     | 60 a 64 | 4     |
| 20    | 55 a 59 | 16    |
| 8     | 50 a 54 | 8     |
| 8     | 45 a 49 | 20    |
| 16    | 40 a 44 | 8     |
| 8     | 35 a 39 | 8     |
| 16    | 30 a 34 | 8     |
| 8     | 25 a 29 | 8     |
| 4     | 20 a 24 | 12    |
| 4     | 15 a 19 | 16    |
| 8     | 10 a 14 | 8     |
| 12    | 5 a 9   | 20    |
| 8     | 0 a 4   | 4     |

## Economia
El 2007 la població en edat de treballar era de 208 persones, 157 eren actives i 51 eren inactives. De les 157 persones actives 144 estaven ocupades (81 homes i 63 dones) i 13 estaven aturades (4 homes i 9 dones). De les 51 persones inactives 17 estaven jubilades, 19 estaven estudiant i 15 estaven classificades com a «altres inactius».

### Ingressos
El 2009 a Fontaine-le-Pin hi havia 125 unitats fiscals que integraven 363 persones, la mediana anual d'ingressos fiscals per persona era de 17.730 €.

### Activitats econòmiques
Dels 9 establiments que hi havia el 2007, 4 eren d'empreses de construcció, 1 d'una empresa de comerç i reparació d'automòbils, 1 d'una empresa de transport, 1 d'una empresa financera, 1 d'una empresa immobiliària i 1 d'una entitat de l'administració pública.
Dels 5 establiments de servei als particulars que hi havia el 2009, 1 era un taller de reparació d'automòbils i de material agrícola, 1 fusteria, 2 lampisteries i 1 electricista.
L'any 2000 a Fontaine-le-Pin hi havia 10 explotacions agrícoles que ocupaven un total de 570 hectàrees.

## Poblacions més properes
El següent diagrama mostra les poblacions més properes.